# St. Joannes de Deo Ziekenhuis (Utrecht)
Het St. Joannes de Deo is een voormalig ziekenhuis aan de Mariaplaats in de Nederlandse stad Utrecht.
Het ziekenhuis, dat in 1896 is geopend, was een project van de rooms-katholieke congregatie Broeders van Barmhartigheid van St. Joannes de Deo, de Nederlandse tak van de Duitse congregatie Barmhartige Broeders van Montabaur. De broeders konden dit ziekenhuis bouwen door een legaat van jonkheer Frederik Karel Bosch. (fl 150.000,--)  Oorspronkelijk bestond alleen het linkerdeel van het gebouw. Het gedeelte rechts van de trapgevel werd in de twintigste eeuw in identieke stijl (neogotiek) toegevoegd. In 1971 is het gebouw in gebruik genomen door het Utrechts Conservatorium.